# Eye to Eye (Krisma)
Eye to Eye è il dodicesimo singolo del duo musicale italiano Krisma, pubblicato nel 1983 come secondo estratto del loro quinto album Fido.

## Tracce
1. Eye to Eye – 3:58 (Christina Moser, Maurizio Arcieri, Arto Lindsay)
2. Find a Friend – 3:58 (Christina Moser, Maurizio Arcieri, Arto Lindsay)

Durata totale: 7:56

## Formazione
- Christina Moser
- Maurizio Arcieri